# Собственный садик (Павловский парк)

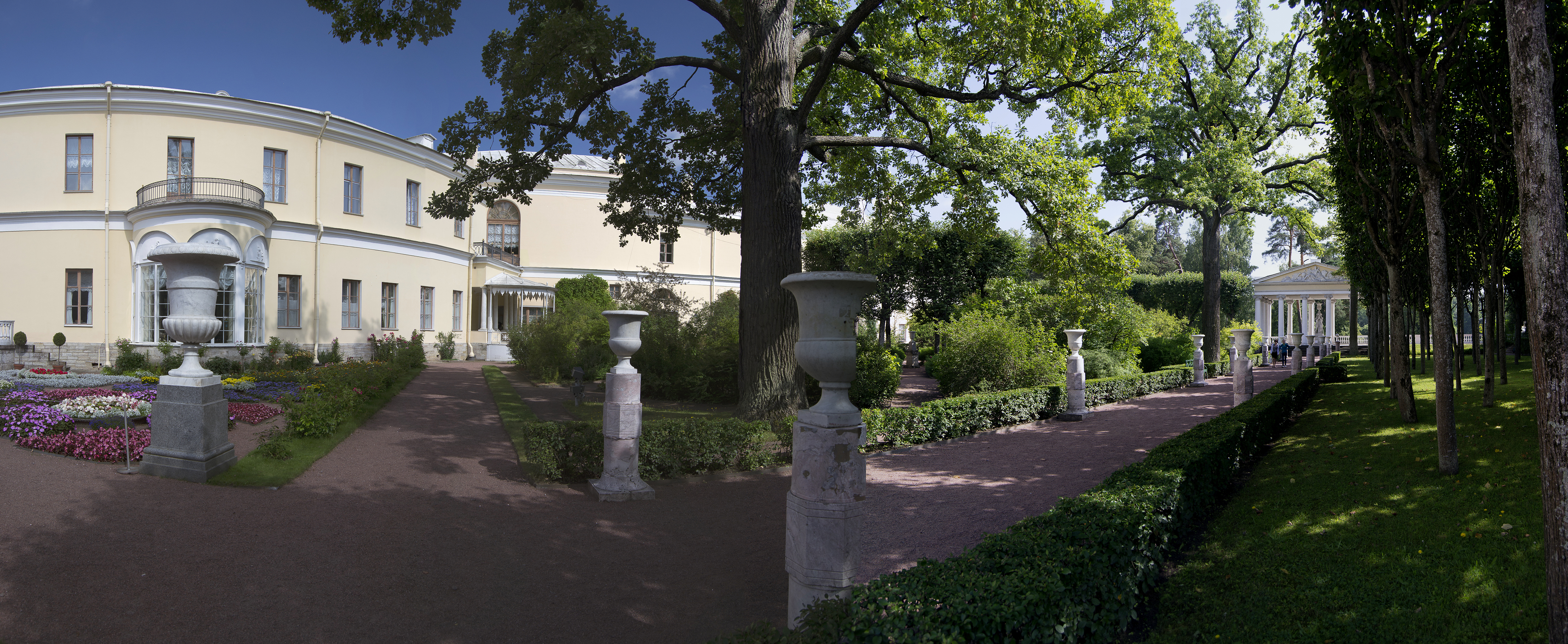
Аллеи с вазами

Собственный садик (регулярный, голландский садик) — памятник архитектуры, регулярный сад. Расположен в Павловске, примыкает к Павловскому дворцу.
Организован в 1784 году по проекту Чарлза Камерона и Ф.-Г. Виолье. Параллельно шли работы по благоустройству нескольких садиков — также у Вольера и в Красной долине.
Площадь садика — чуть больше половины гектара. С запада его границей служит липовая аллея, с севера и востока — стены дворца. В садике росли липы, пирамидальные тополя, каштаны, дуб, сосна, кустарники и цветы. Липы были высажены в шахматном порядке (кенконс).
Две пересекающиеся аллеи сада были перекрыты деревянным трельяжами с вьющимися растениями, на главной аллее установлены постаменты из цветного мрамора с мраморными цветочными вазами типа кратеров (12 сделаны в России в конце XVIII века, две более крупные — Италия, XVIII век). Главная аллея, ведущая к павильону трёх граций, делит партер перед фасадом на две части, партер отделён от сада поперечной аллеей с высаженными вдоль неё розами. Существовавший ранее трельяж отделял парадную часть сада от ботанической. На центральной площадке ране стояла Флора Фарнезе, с начала XIX века вместо неё была поставлена утраченная во время войны скульптура 1781 года Т. Бенкса «Амур с бабочкой на плече» («Амур, снимающий с крыла бабочку»).
В саду также установлены другие скульптуры, менявшиеся со временем. Например, установлен бюст Антиноя в образе Вакха и мужской бюст (Италия, XVIII в.). В начале 1800-х годов у южного фасада дворца на боковых тумбах были установлены мраморные фигуры льва и львицы. Вся скульптура была разбита или пропала в годы войны, на тумбах до реставрации львов были временно размещены кентавры с Моста кентавров.